# Rue du Ranelagh
Pour les articles homonymes, voir Ranelagh.
Ne doit pas être confondu avec Avenue du Ranelagh ou Square du Ranelagh.
La rue du Ranelagh est une voie du 16e arrondissement de Paris.

## Situation et accès

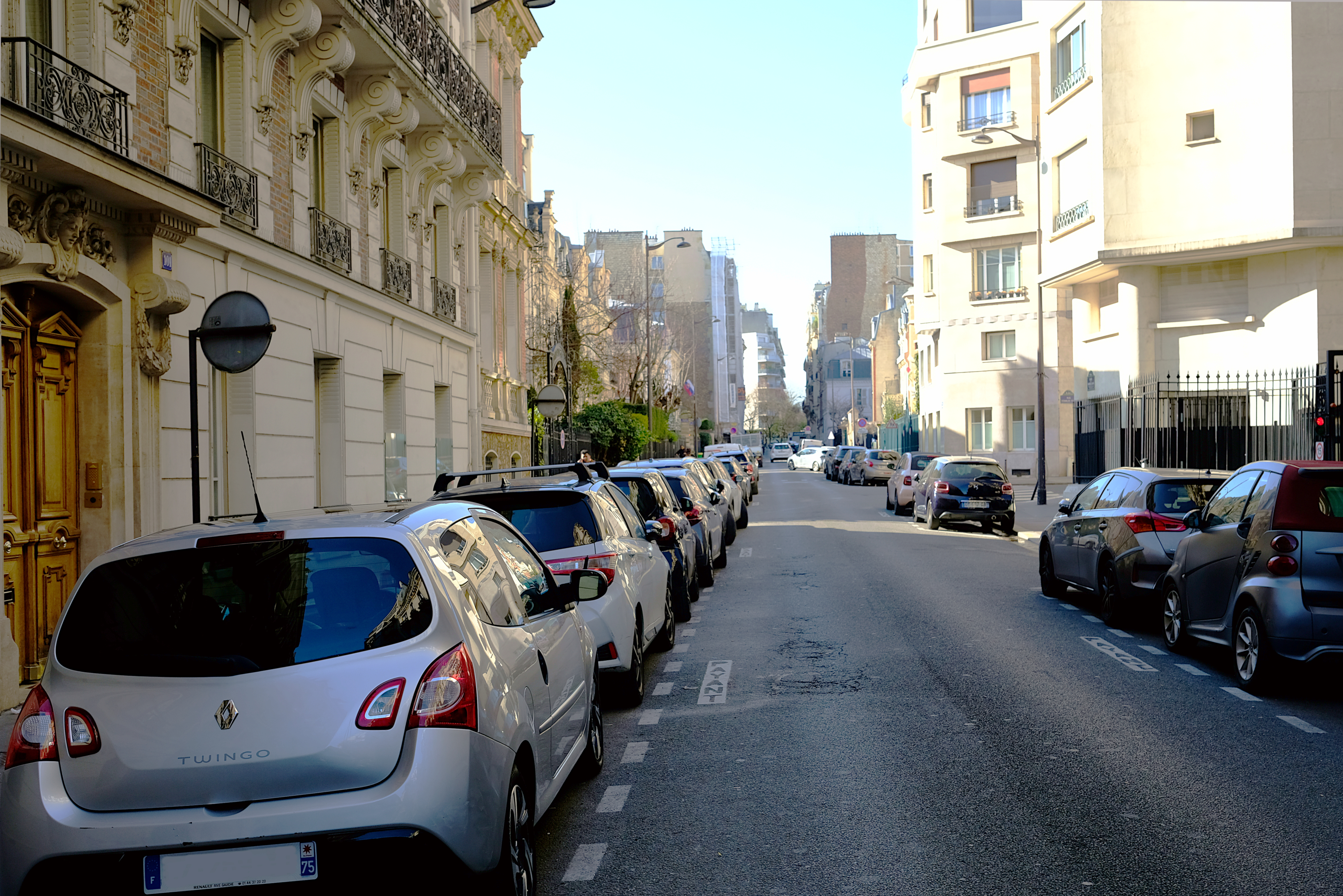
La rue du Ranelagh depuis l'avenue Mozart.

Longue de 1 135 mètres, elle commence avenue du Président-Kennedy et finit boulevard de Beauséjour.
La rue du Ranelagh est desservie à proximité par la ligne C du RER à la gare de l'avenue du Président-Kennedy et par la ligne 9 à la station Ranelagh.

## Origine du nom
Elle porte ce nom car elle aboutit près du jardin du Ranelagh (entreprise réalisée en 1877 par des prolongements successifs de la voie, qui n'aboutissait initialement pas au Ranelagh). Elle ne doit pas être confondue avec l'avenue du Ranelagh, qui, elle, est située dans le jardin du même nom.
Le jardin est lui-même nommé d'après Lord Ranelagh (1641-1712), homme politique et diplomate irlandais.

## Historique

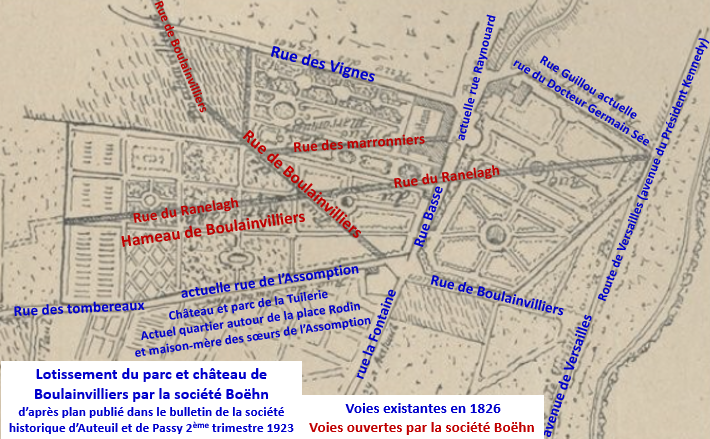
Lotissement du parc de Boulainvilliers.

La rue est tracée dans le domaine de Boulainvilliers, vendu en 1825 par son dernier propriétaire, M. Cabal, notaire à la société Roëhn qui démolit le château et lotit les terrains du parc pour créer le nouveau quartier de Boulainvilliers,.
Une première partie de la rue est ouverte sous sa dénomination actuelle en 1825 entre le quai de Passy et la rue de Boulainvilliers.
Elle est prolongée une première fois en 1838 jusqu'au chemin de la Briquetterie en bordure  du hameau de Boulainvilliers créé à cette époque, puis en 1854 jusqu'à la rue de la Glacière en absorbant le sentier des Chenilles, par un décret du 29 mai 1867 entre la rue de la Glacière et l'avenue Mozart en absorbant le sentier du Calvaire, enfin par un décret du 14 juillet 1877 entre l'avenue Mozart et le boulevard de Beauséjour.

## Bâtiments remarquables et lieux de mémoire
- Entre l'avenue du Président-Kennedy et la rue Raynouard : la Maison de la Radio.
À cet emplacement se trouvait au début du XXe siècle une usine à gaz que Guillaume Apollinaire évoque dans Le Flâneur des deux rives (1918), « avec ses gazomètres, ses différentes constructions, ses montagnes de charbon, ses crassiers, ses petits jardins potagers, un terrain qui s’étend jusqu'à la rue du Ranelagh, à l’endroit où elle est une des plus désertes de l’univers ». Le poète rapporte que Pierre Mac Orlan vivait à ce niveau de la rue, dans un immeuble où il n'y a « rien de remarquable à l’extérieur » mais qui à l'intérieur est « un dédale de couloirs, d’escaliers, de cours, de balcons où l’on se retrouve à grand’peine » et aux fenêtres duquel « la nuit, six cheminées gigantesques de l’usine à gaz flambent merveilleusement : couleur de lune, couleur de sang, flammes vertes ou flammes bleues »[4].
- No 3 : à cet emplacement (site de la maison de Radio France) se trouvait autrefois une maison où mourut l'actrice Mademoiselle George en 1867, « presque dans le dénuement »[1].
- No 6 : gare de l'avenue du Président-Kennedy.
- No 16 : le résistant Georges Loinger y vécut.
- No 44 : l'écrivain Henry Bordeaux y habitait en 1910[1].
- No 45 et no 63 : hameau de Boulainvilliers[5], à l'angle avec la rue de Boulainvilliers. La joueuse de tennis Suzanne Lenglen y est née en 1899[6].
- No 47 : le polémiste Laurent Tailhade y habita[1].
- No 51 : l'écrivain Élémir Bourges y vécut, au cinquième étage[1].
- No 52 : en 1905, l'architecte Hector Guimard construit un hôtel particulier, l'hôtel Nozal, détruit en 1957[7].
- No 64 : école de cuisine Alain-Ducasse.
- No 65 : l'aviateur Maurice Bellonte y décède en janvier 1984.
- No 71 : lycée Molière, ouvert en 1888[1].
- No 82 : l'écrivain Georges Lecomte y habitait en 1910[1].
- No 84 : immeuble construit par l'architecte Pierre Humbert pour sa famille. Le compositeur Paul Dukas y habita du 2 janvier 1929 à 1935. Il y mourut ; une plaque lui rend hommage. Il habita auparavant non loin, rue Singer[1].
- No 85 bis : le violoniste et chef d’orchestre Gaston Poulet (1892-1974) y a vécu de 1948 à 1974, comme le signale une plaque en façade.
- No 86 : avenue Vion-Whitcomb, voie privée.
- No 90 : hôtel particulier construit par l’architecte Louis Salvan en 1883[8]. En 2009, il appartient au sénateur et ancien président de la Polynésie française Gaston Flosse, une enquête étant d’ailleurs ouverte sur le financement de son acquisition[9].
- No 92 : construction de 1904[10]. Hôtel particulier de l’homme politique et diplomate André François-Poncet (1887-1978)[11]. On y trouve, en 1988, le secrétariat de la Fondation de l’Ordre de Malte pour la recherche et la sauvegarde de son patrimoine[12].
- No 94 : hôtel particulier de style néogothique et néo-Louis XIII construit en 1885 par l’architecte Auguste Duvert pour le comte de Amédée de Caix de Saint-Aymour[8] ; actuelle ambassade du Suriname en France.
- No 96 : hôtel particulier construit par l’architecte A. de Chièvres en 1886[8].
- Nos 96 bis-98 : bâtiment construit en 1890 par l'architecte F. Pelissier[10] ; actuellement : école primaire de l'International School of Paris (en).
- No 101 : entrée de l'avenue des Chalets, voie privée.
- No 106 : immeuble de 1929[10]. La femme politique communiste Alice Brisset (1894-1974), teinturière de profession, a vécu cette adresse avec son compagnon Georges Joseph[13].
- No 111 : dernière demeure de l'écrivain et homme politique Alain Peyrefitte (1925-1999), qui a vécu à cette adresse de 1972 à sa mort, comme le signale une plaque en façade.
- No 117 : entrée du square du Ranelagh, voie privée.
- No 125 : dans les années 1910 se trouve à cette adresse le siège de la Ligue française d’éducation morale[14]. Actuellement : ambassade de Slovaquie en France.
- No 127 : villa Seymiers, voie privée. Blason au-dessus du portail d'entrée. Le nom de l'architecte est gravé en façade : J. Brevet.
- No 141 (et 61, boulevard de Beauséjour) : immeuble d’angle de 1900-1901 avec motifs ornementaux évoquant le Moyen Âge et la Renaissance[8] signé par l'architecte Émile Bainier[15].
- À la fin de la rue, au croisement avec le boulevard de Beauséjour : un accès à la Petite Ceinture du 16e[1].

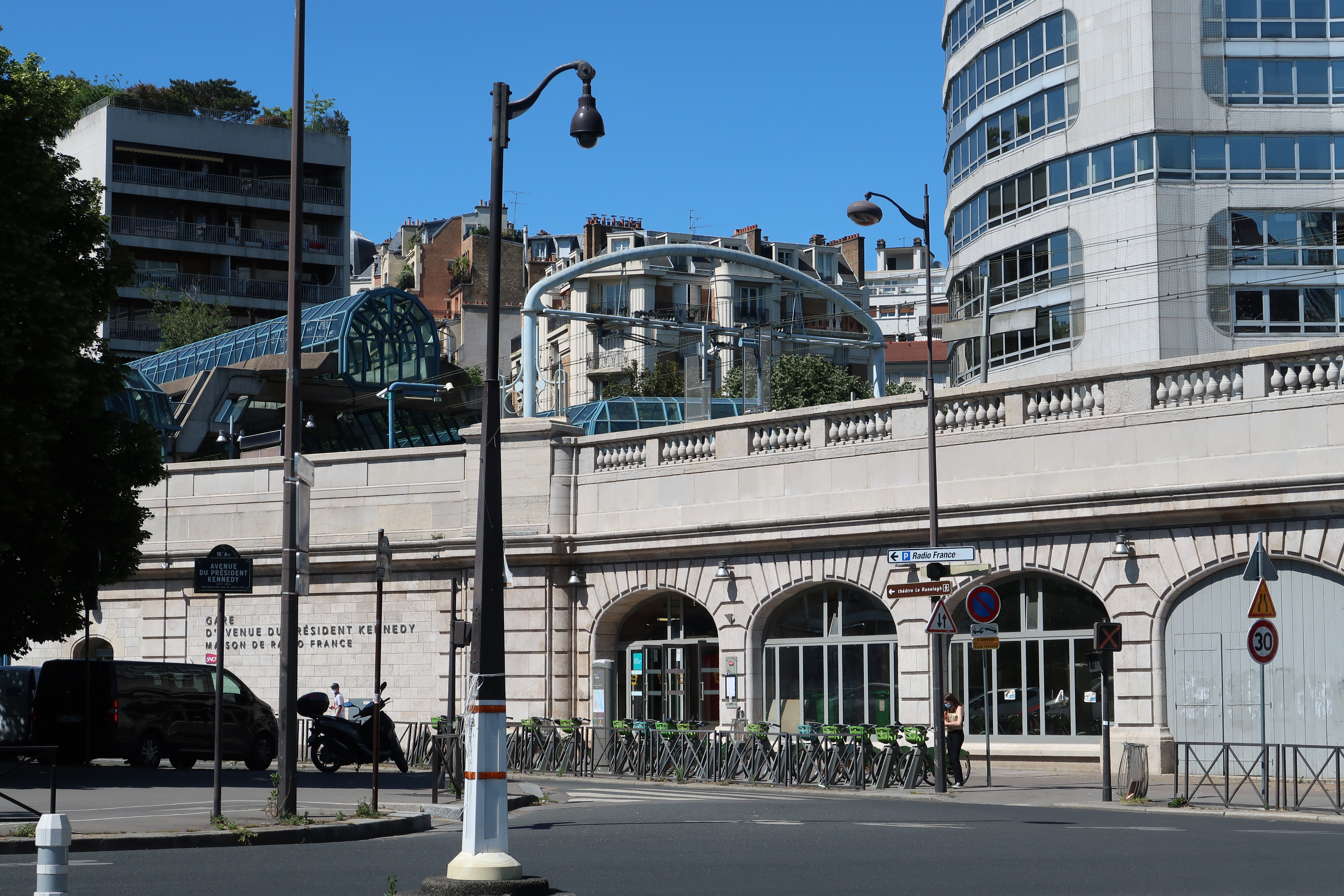
No 6 : gare de l'avenue du Président-Kennedy.
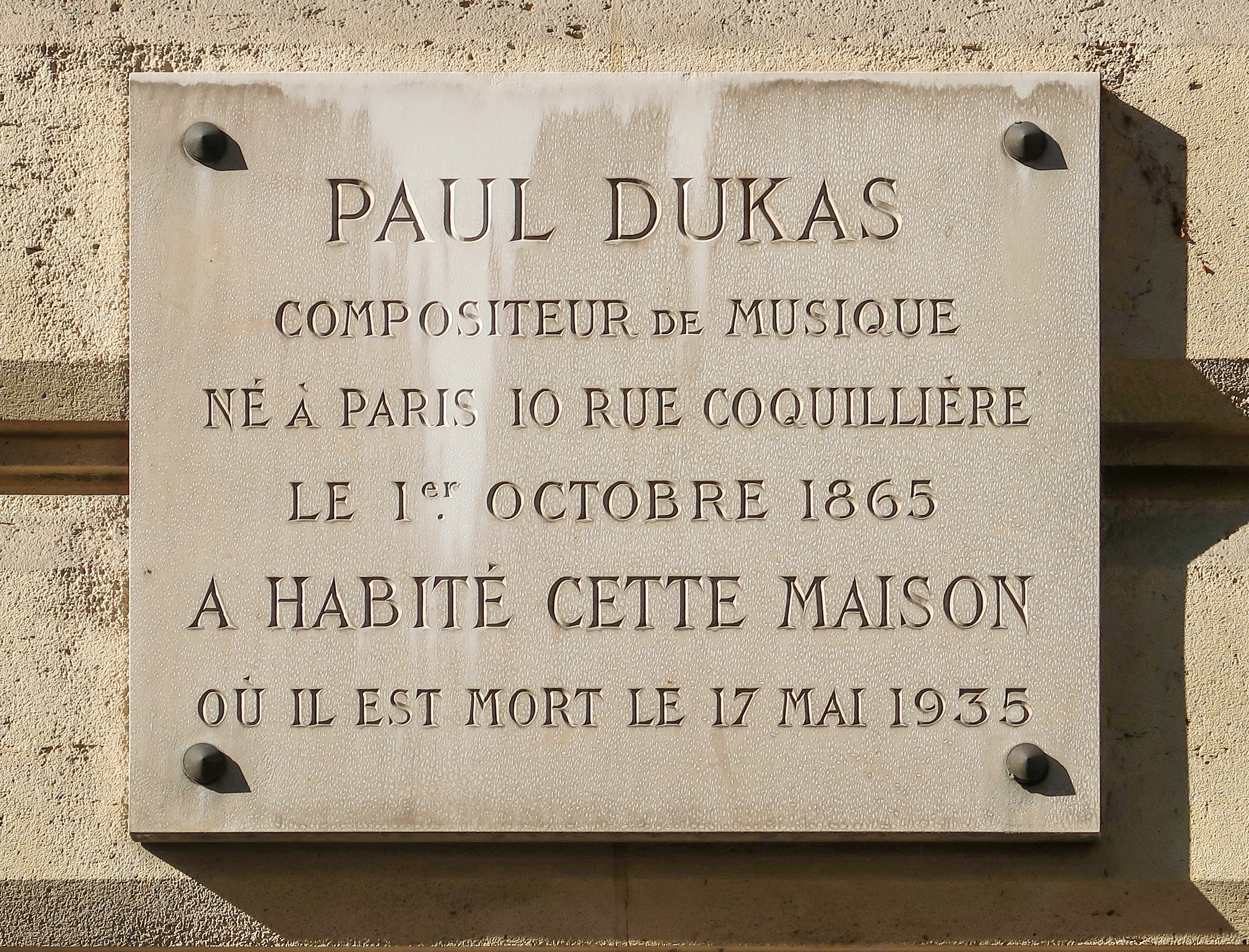
No 84 : plaque en hommage à Paul Dukas.
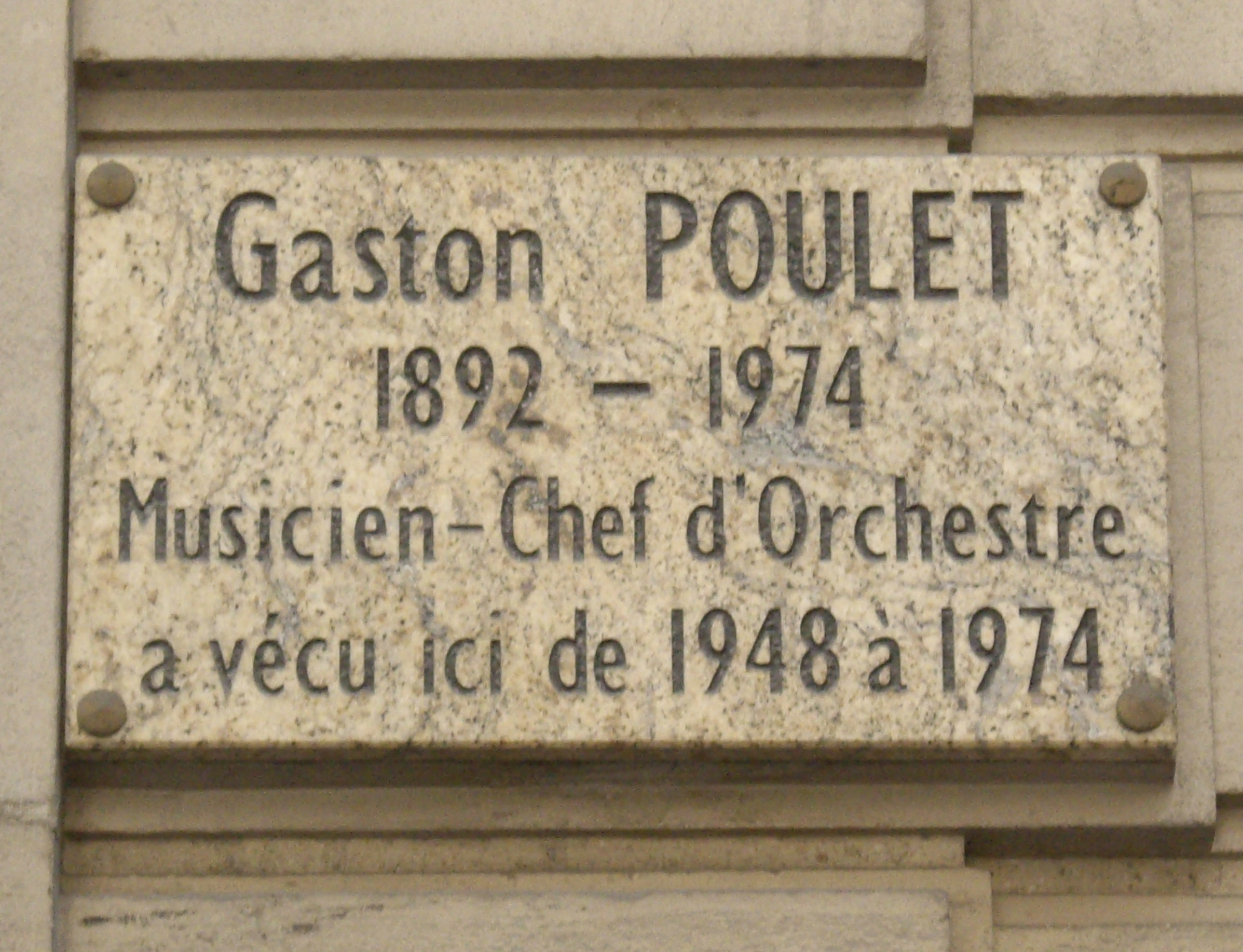
No 85 bis : plaque en hommage à Gaston Poulet.
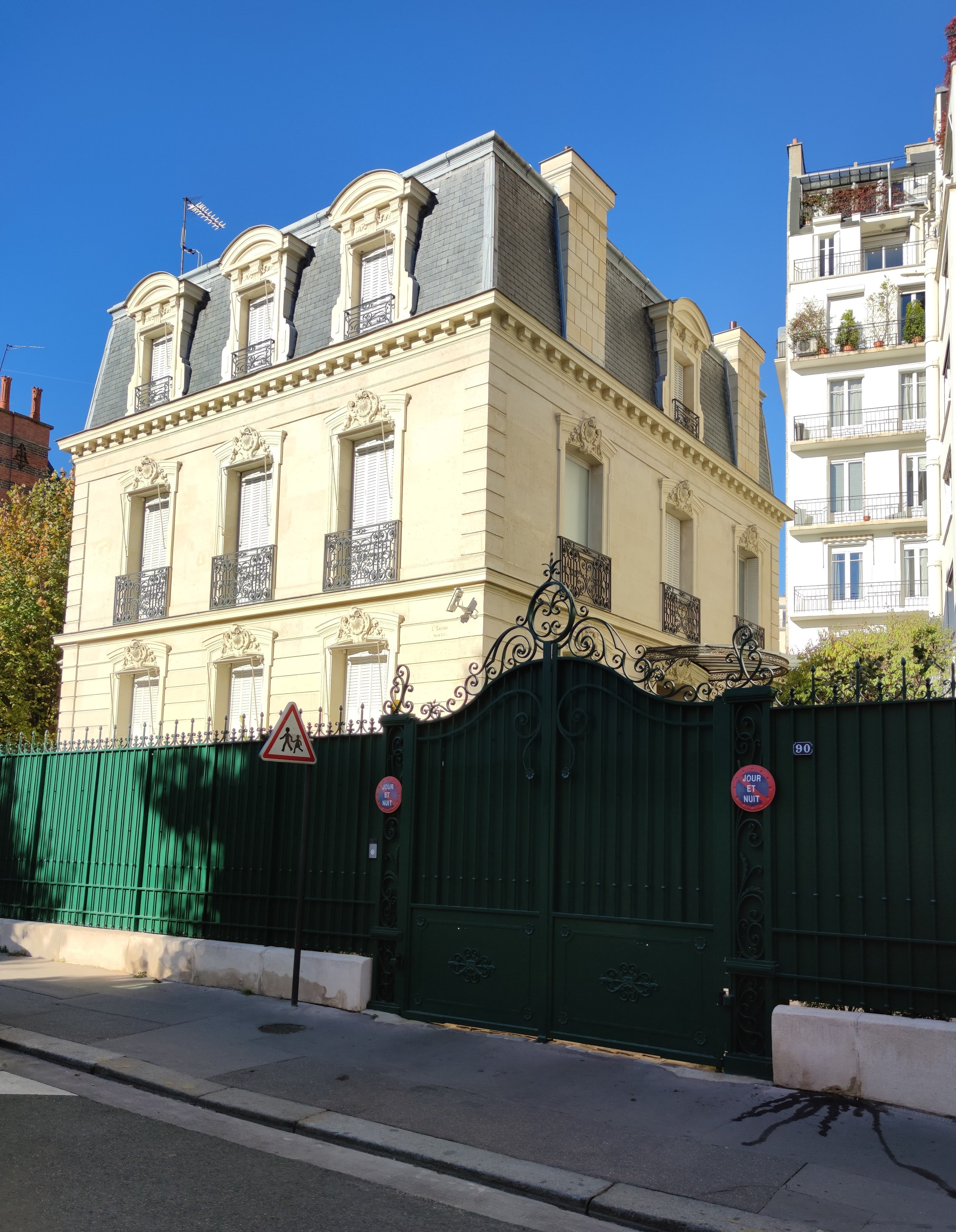
No 90.
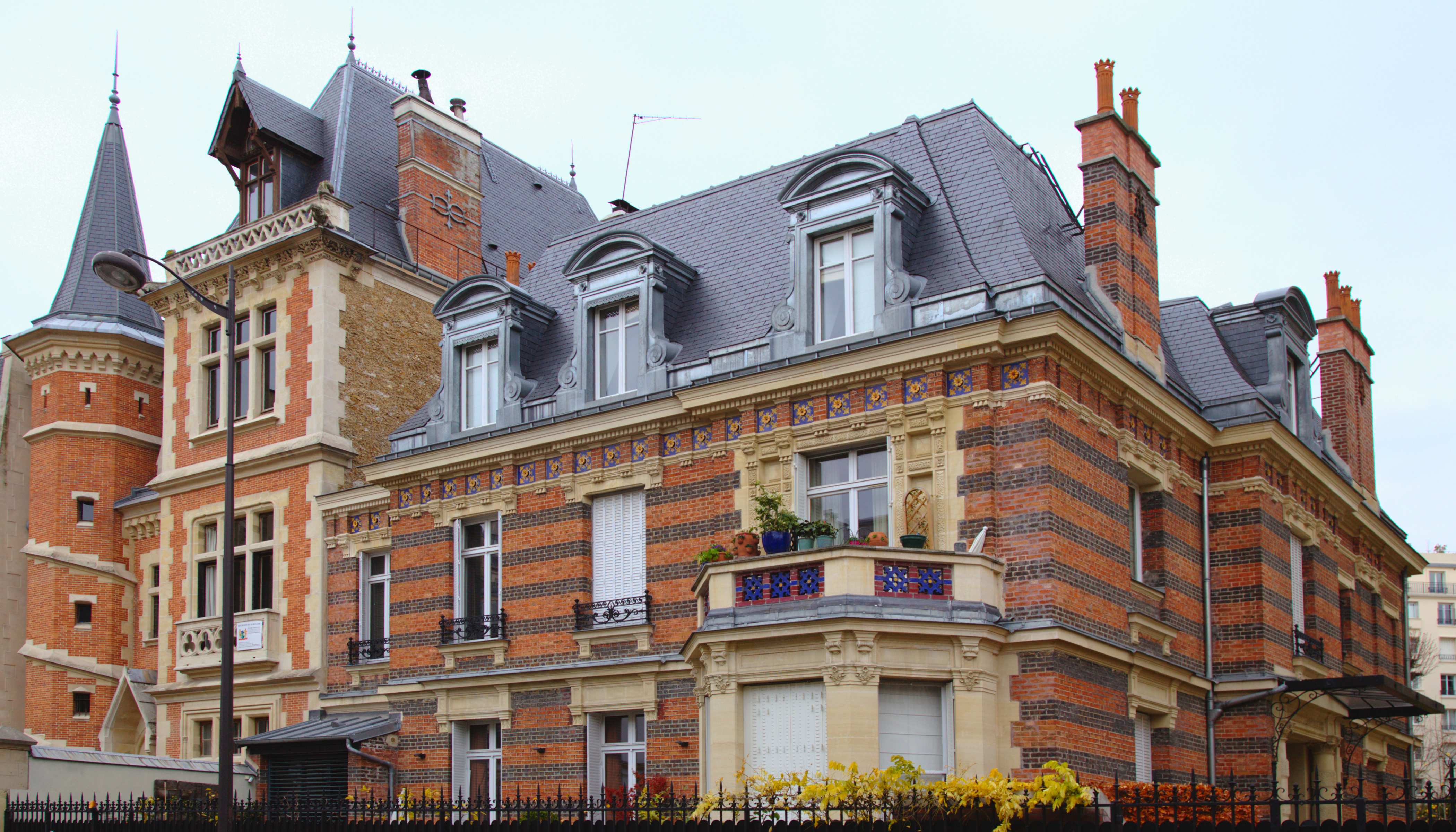
No 92.
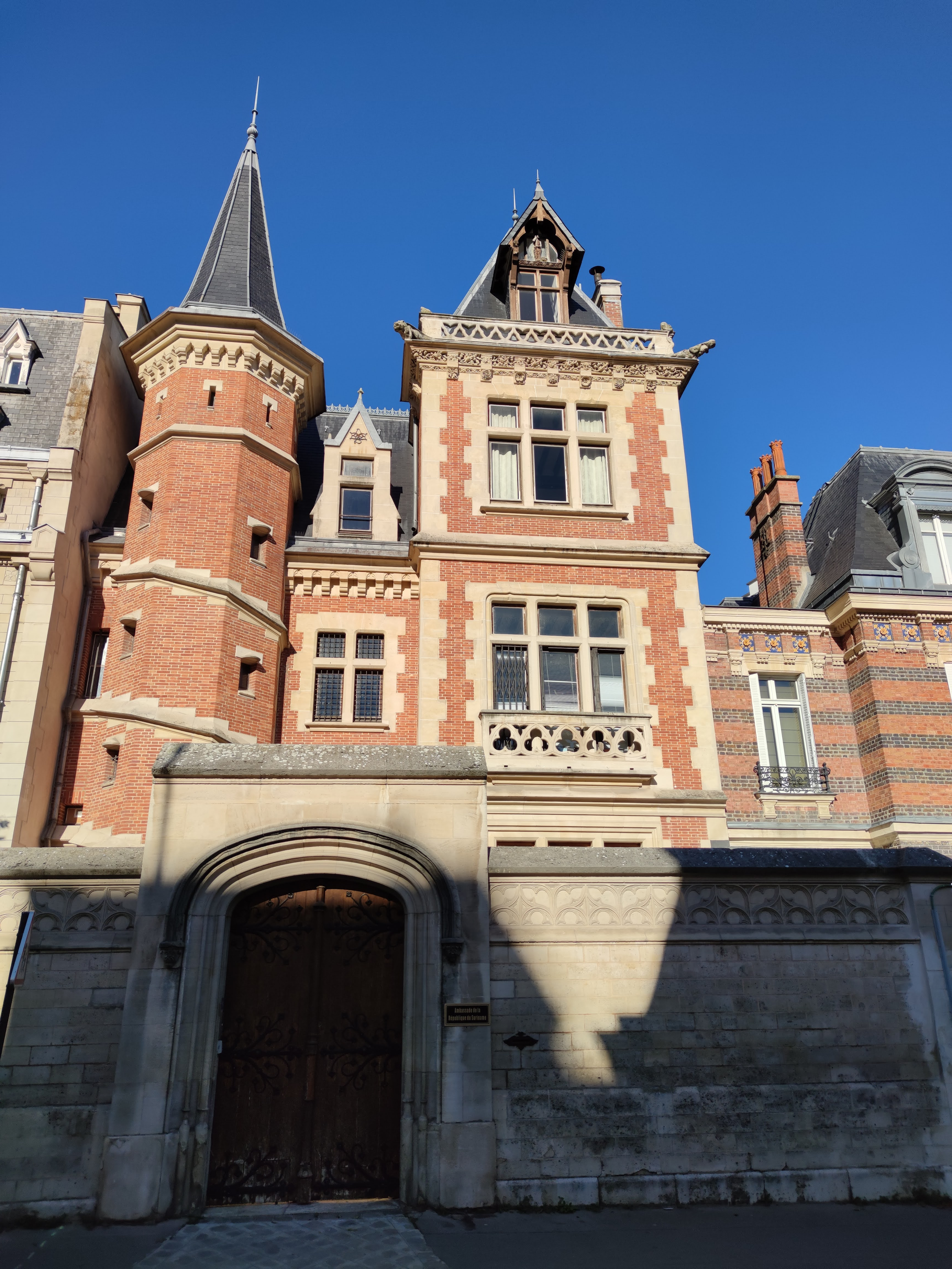
No 94.
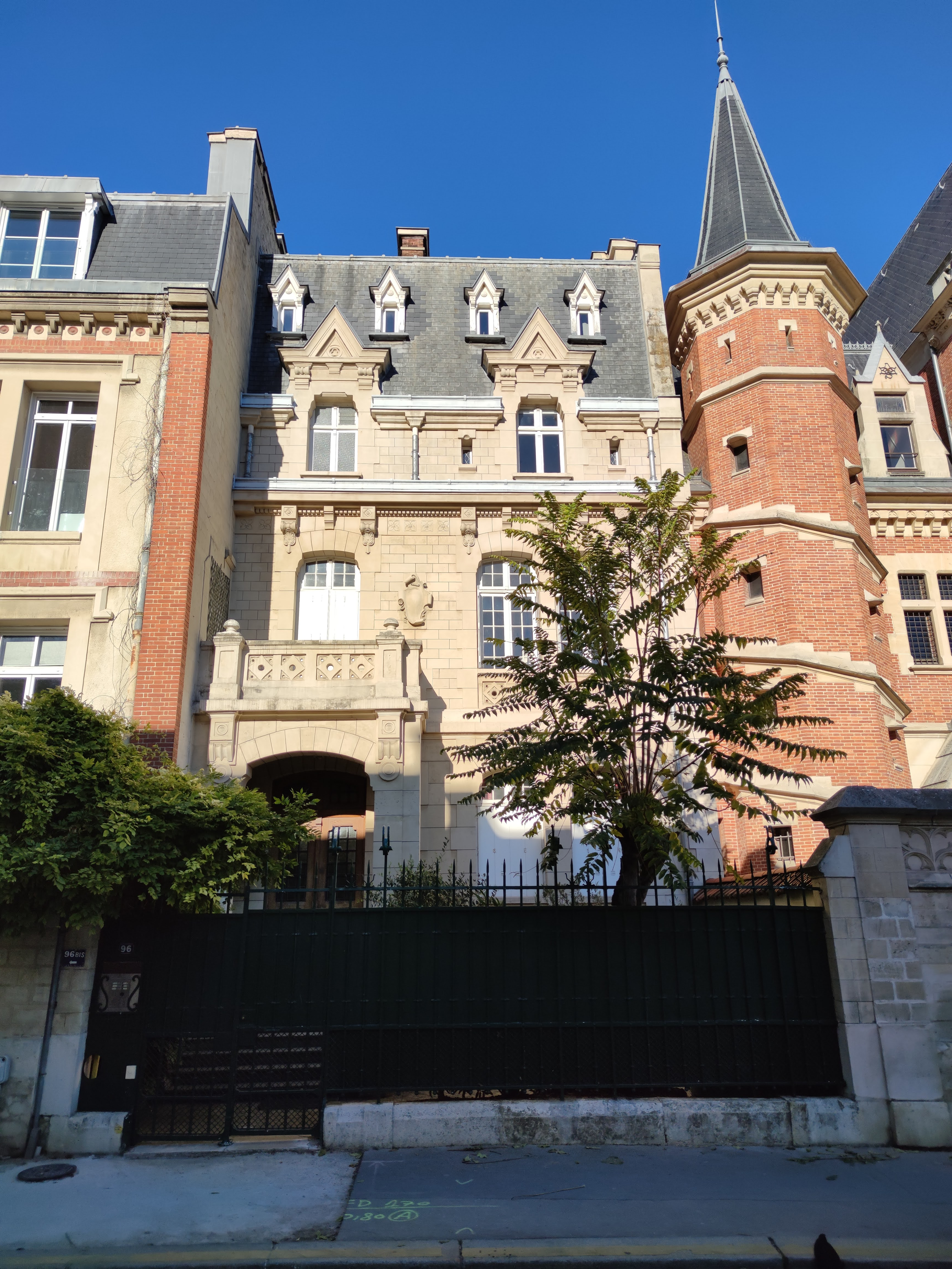
No 96.
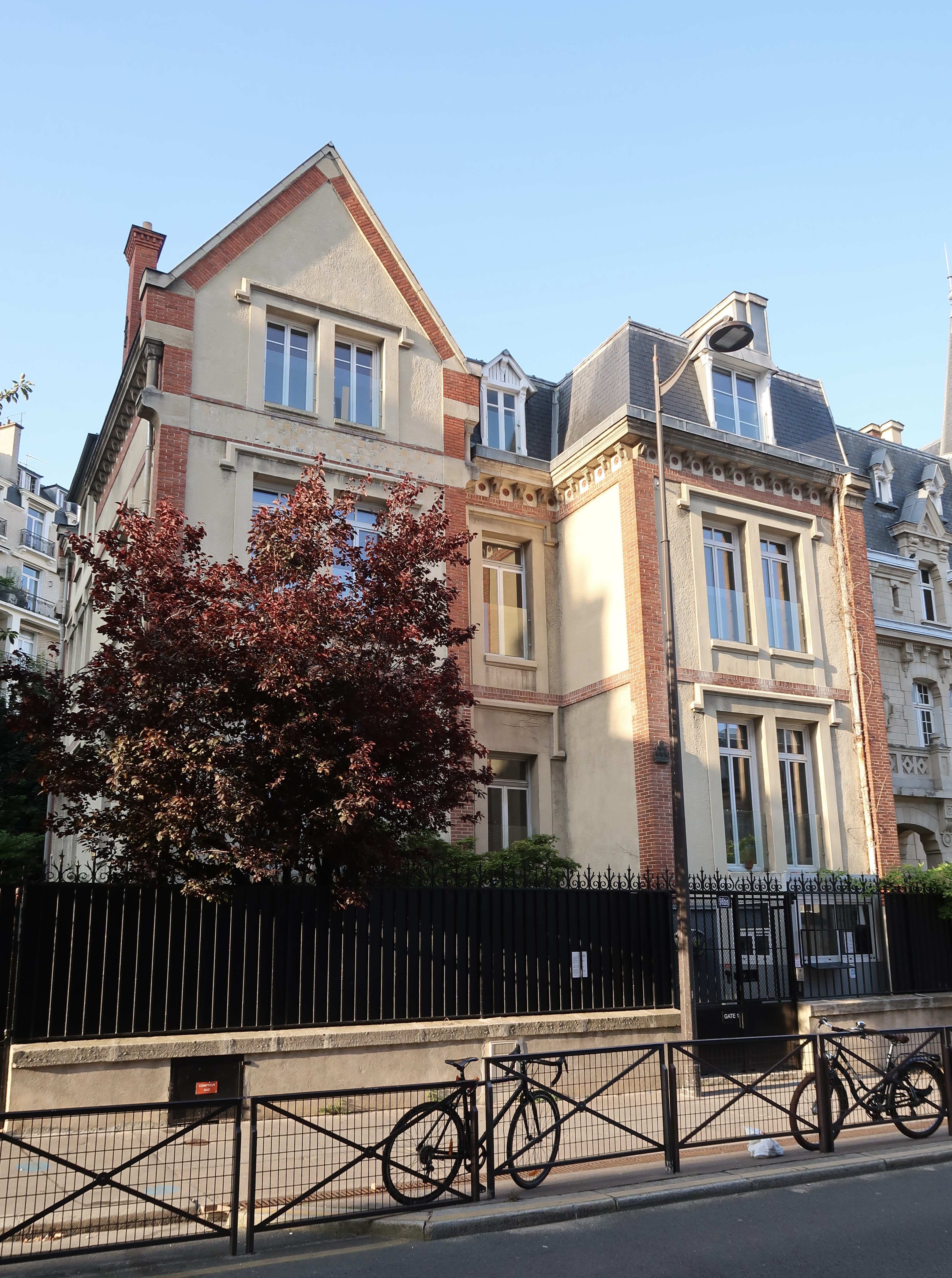
No 96 bis.
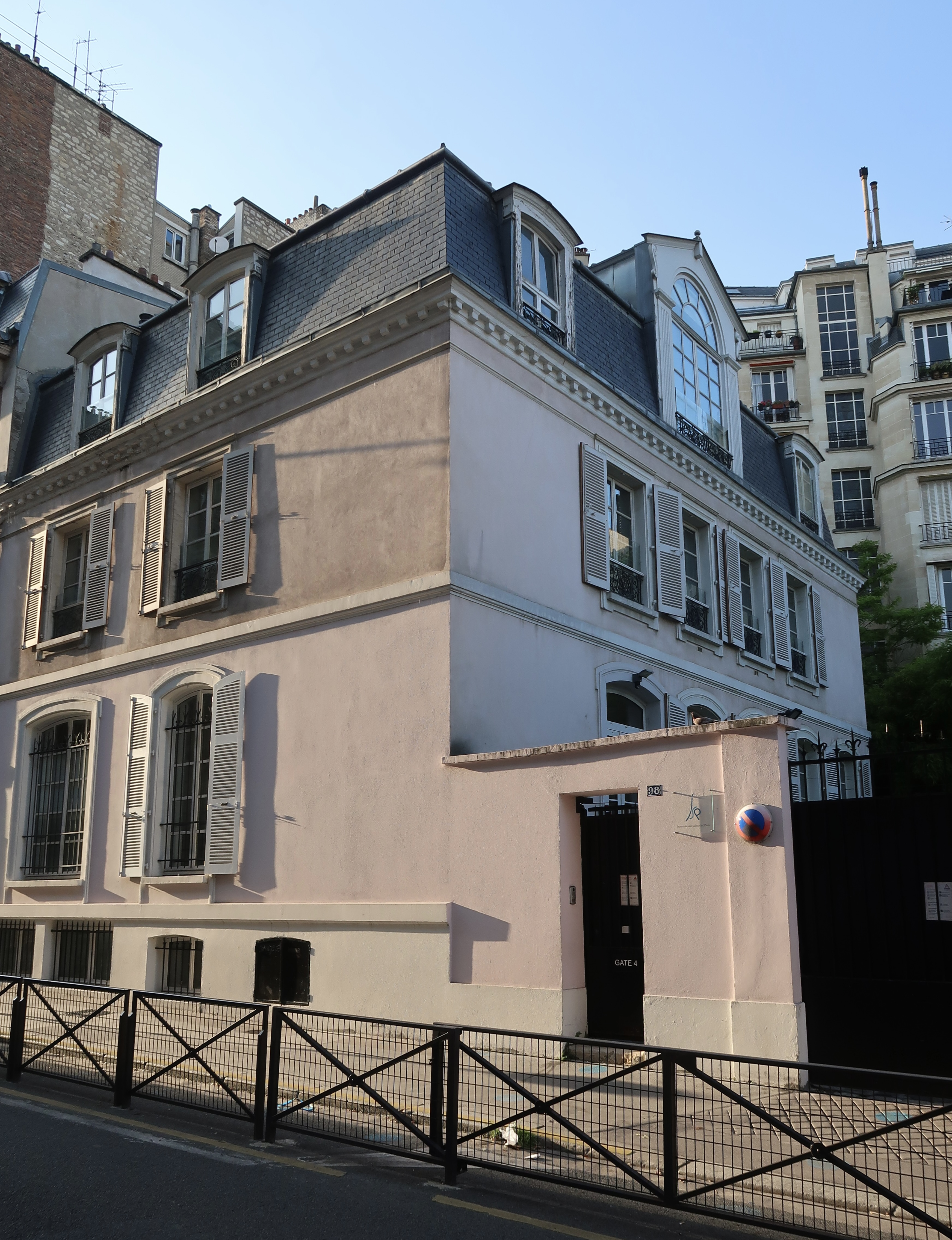
No 98.
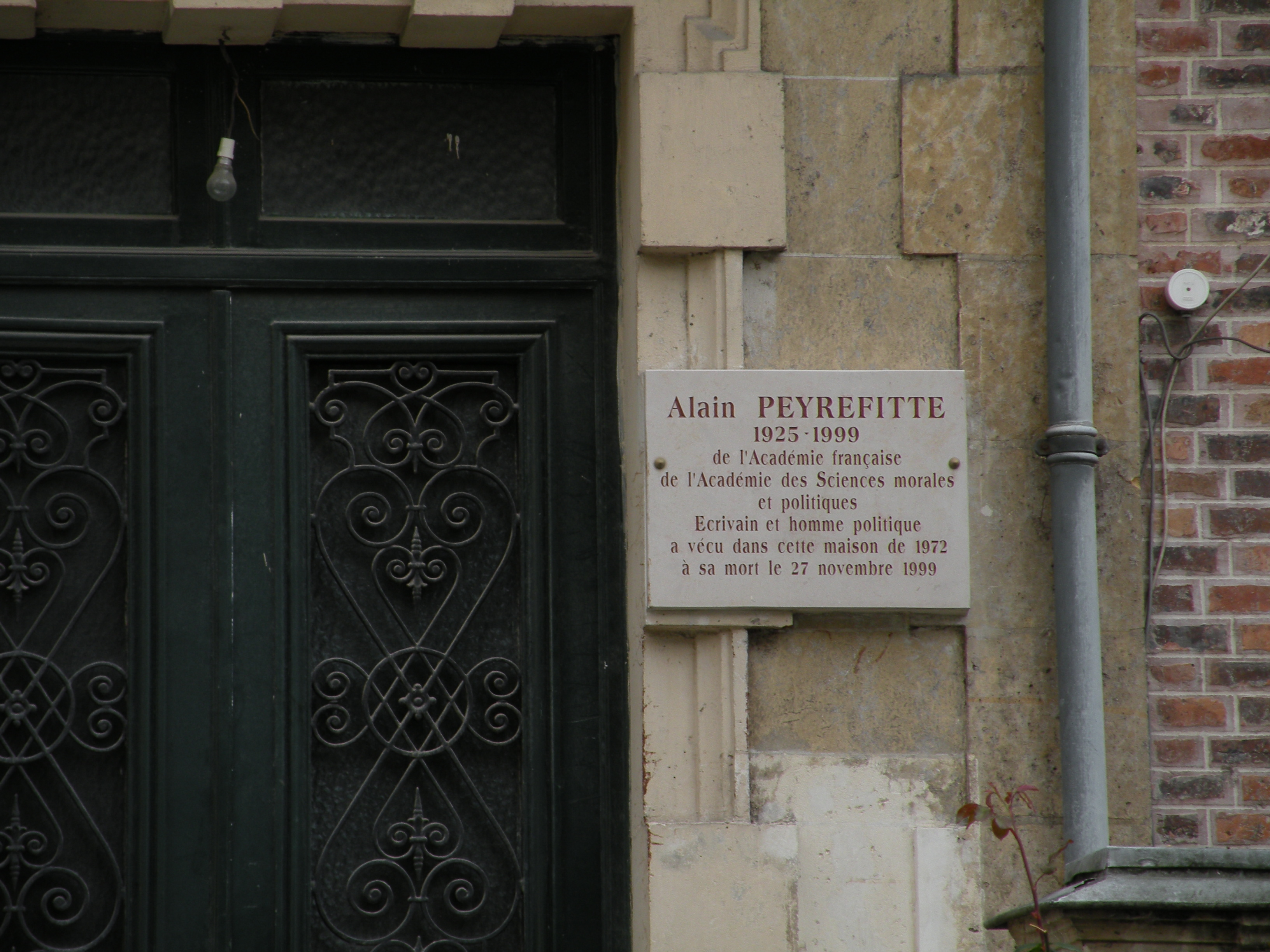
No 111 : dernière demeure d’Alain Peyrefitte.
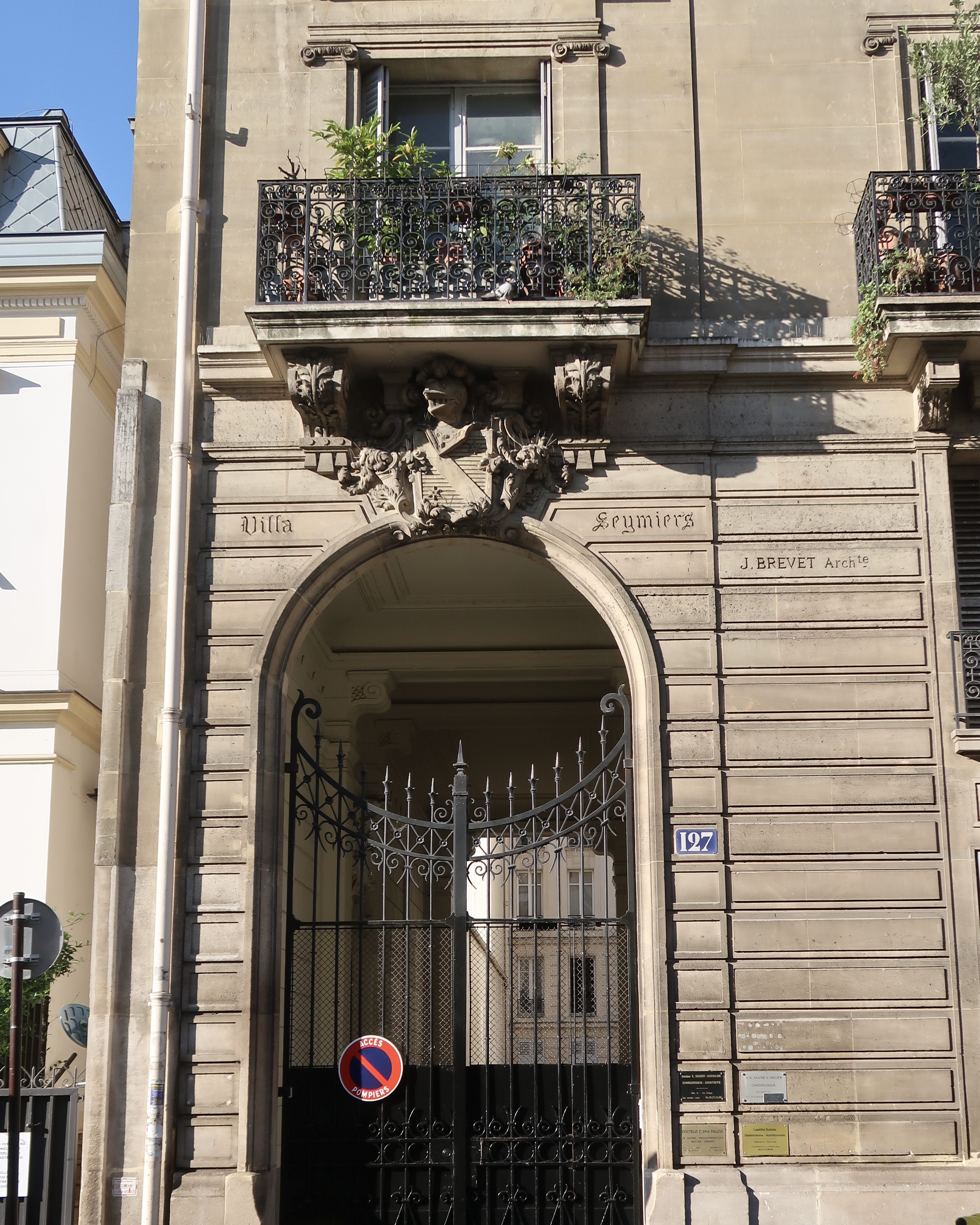
No 127.
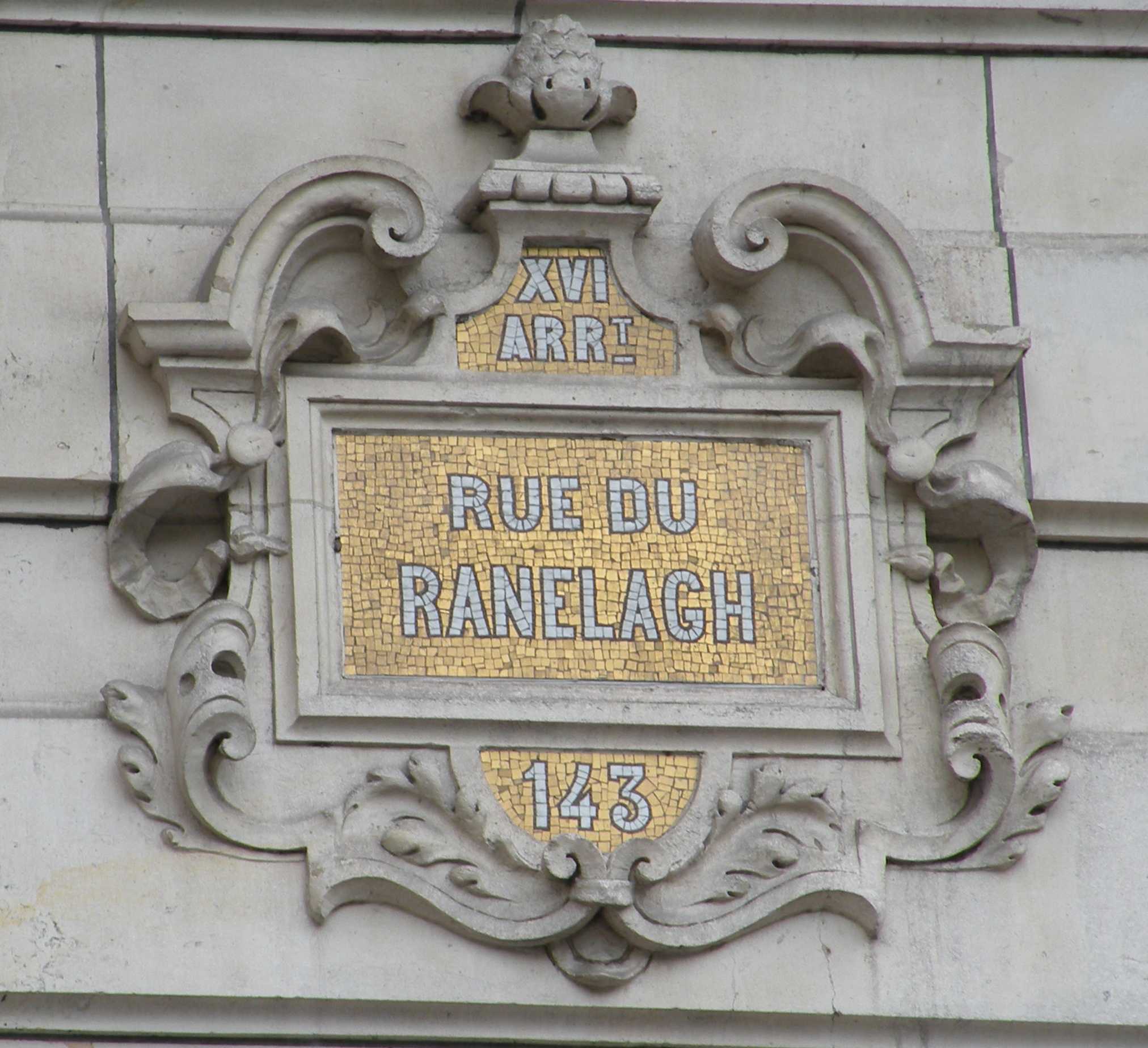
No 143 : plaque particulière.